# Радикальная республиканская партия (Испания)
Радикальная республиканская партия (исп. Partido Republicano Radical, PRR, также Радикальная партия — исп. Partido Radical) — либеральная центристская партия, основанная в 1908 году Алехандро Леррусом в Сантандере (Кантабрия) в результате раскола партии Республиканский союз Николаса Сальмерона. Основатель и лидер партии, Алехандро Леррус, был противоречивой фигурой, известный своей коррупцией и демагогической риторикой. Считается, что партия была близка к масонской ложе «Великий испанский восток» (исп. Gran Oriente Español).
В 1910-х—1920-х годах была одной из многочисленных небольших республиканских партий Испании, пользуясь популярностью преимущественно в Барселоне и Валенсии. Во время Второй республики стала одной из главных политических партий Испании, несколько раз формируя правительство.

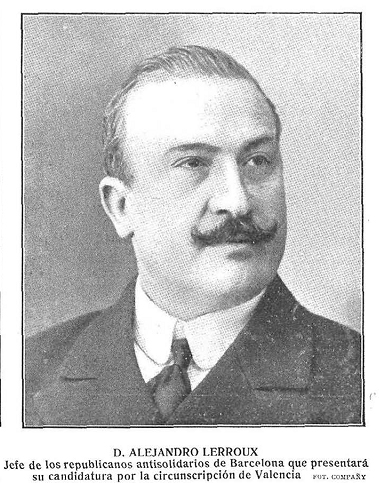
Алехандро Леррус, основатель и лидер Радикальной республиканской партии (фотография Мануэля Компаньи, Nuevo Mundo, 1908.

## Идеология
Идеология радикальных республиканцев, базируясь на нечётко определённых основах и склонности лидера к популизму, за время существования партии значительно сдвинулась от первоначального насильственного антиклерикализма и радикализма к партнёрству с правыми католиками-монархистами. Так, в 1909 году группа сторонников Радикальной республиканской партии, так называемые «молодые варвары» (исп. jóvenes bárbaros), приняли активное участие в антимилитаристском восстании в Каталонии, известном как «Трагическая неделя», сопровождавшимся антиклерикальными выступлениями, в частности, сожжением церквей и монастырей. В 1934—1935 годах Леррус сблизился Испанской конфедерацией независимых правых (исп. La Confederación Española de Derechas Autónomas, CEDA), во время Гражданской войны поддержавшей генерала Франсиско Франко, дважды формируя правительство с участием членов этой партии.

## История

### Королевство Испания
Радикальная республиканская партия была основана в 1908 году в Сантандере (Кантабрия) журналистом Алехандро Леррусом Гарсия. Он и его сторонники вышли из партии Республиканский союз Николаса Сальмерона, после того как та присоединилась к коалиции «Каталонская солидарность», что было неприемлемо для Лерруса, являвшегося непримиримым противником каталонизма, движения за утверждение политической, языковой и культурной идентичности Каталонии и территорий, где распространён каталанский язык. Несмотря на своё неприятие каталонского национализма, набиравшего в 1900-х—1920-х годах популярность, Леррус и основанная им Радикальная партия наибольшим успехом пользовалась именно в Каталонии, в первую очередь Барселоне, конкурируя с националистами-автономистами из местной Регионалистской лигой. Со временем партии удалось добиться доминирования в муниципальной политики в Барселоне, даже несмотря на многочисленные обвинения в коррупции в адрес её лидера.
В отличие от каталонских партий радикалы больше внимания обращали на избирателей-рабочих и их интересы. Навыки Лерруса в мобилизации низших классов принесли ему прозвище «Императора Паралело» (исп. el Emperador del Paralelo, по проспекту, известному своей ночной жизнью и отделявшему респектабельные районы города от рабочих пригородов. Традиционные республиканцы всегда скептически относились к радикалам Лерруса, в том числе, подозревая, что его деятельность была профинансирована династической Либеральной партией, как способ отвлечь рабочий класс от анархо-синдикализма.
Выборы в Конгресс депутатов 8 мая 1910 года стали первыми для новой партии. В них радикалы приняли участие в составе коалиции Союз республиканцев и социалистов, в которую также вошли Республиканский союз, республиканцы-федералисты и социалисты, а возглавил её известный писатель и публицист Бенито Перес Гальдос. Коалиция набрала 10,3 % голосов, завоевав 27 мандатов. Радикалы Лерруса смогли получить 8 мест в нижней палате парламента, более всего преуспев в Барселоне и Валенсии, где они действовали в союзе с республиканцами-автономистами писателя и политика Висенте Бласко Ибаньеса.
Перед выборами 1914 года Лерусс заключил с националистами-федералистами так называемый «Пакт Сан Жерваси». Созданная двумя партиями Республиканская коалиция завоевала 11 мест, из них 5 заняли радикалы. В 1916 году Республиканская коалиция приняла участие в новых выборах, сумев получить 6 мест, из которых 5 вновь заняли радикалы.
В преддверии выборов 1918 года Альваро де Альборнос (лидер недавно основанной Республиканской федерации) и Мелькиадес Альварес (глава умеренных республиканцев) инициировали создание коалиция Левый альянс (исп. Alianza de Izquierdas), в которую также вошли республиканцы-радикалы Лерруса, республиканцы-федералисты, республиканцы-автономисты, каталонские республиканцы и социалисты, а также ряд независимых республиканцев и каталонских республиканцев-националистов. Впервые с 1898 года республиканцы пошли на выборы единым списком, что, впрочем, не принесло им большого успеха. Левый альянс смог лишь незначительно увеличить количество республиканских депутатов, с 33 до 35. Для радикалов выборы 1918 года оказались самыми неудачными в истории, принеся им всего 2 мандата.
Выборы 1919 и 1920 годов стали для радикалов более успешными. В 1919 году партия Лерусса завоевала 4 места в нижней палате испанского парламента, а в следующем 1920 году уже 8 мест (из них три взяли союзники радикалов из числа независимых республиканцев). Выборы 1923 года стали для партии менее удачными, она получила 7 мест, из них три взяли союзники радикалов из числа независимых республиканцев. Эти выборы стали для партии последними при Бурбонах. 13 сентября 1923 года генерал Мигель Примо де Ривера осуществил с согласия короля Альфонсо XIII государственный переворот. Во время диктатуры партия ушла в подполье.
В 1929 году левое крыло радикалов откололось, образовав Республиканскую радикально-социалистическую партию.

### Вторая Республика
В конце царствования Альфонсо XIII, ознаменовавшегося глубоким кризисом испанской монархии, радикалы были одной из партий подписавшей «Пакт в Сан-Себастьяне», участники которого образовали «Республиканский революционный комитет» во главе с Нисето Алькала Самора, что по мнению историков стало «центральным событием оппозиции монархии Альфонсо XIII»,. В 1931 году, после отречения короля и провозглашения в Испании республики, комитет стал первым временным правительством Второй республики. В его работе участвовали и радикалы Лерруса. На первых в истории Второй республики выборах 28 июня 1931 года радикалы смогли завоевать 90 мандатов и стали второй после социалистов силой в Учредительном собрании.
В ходе обсуждения новой конституции Радикальная республиканская партия в целом поддержала проект, представленный Конституционной комиссией, в частности, предоставление автономии регионам. В то же время, радикалы выступили против однопалатного парламента, призвав сохранить Сенат, как представителя общественных интересов и специфических интересов регионов, не одобрили роспуск религиозных орденов и право государства социализировать (обобществлять) собственность без выплаты компенсации.
В декабре 1931 года Леррус покинул левоцентристский кабинет Мануэля Асаньи Диаса и в 1932—1933 годах возглавлял правоцентристскую парламентскую оппозицию, сумев привлечь на свою сторону ряд политиков из числа умеренных правых и консерваторов, среди которых был, например, консервативный республиканец Сантьяго Альба, в прошлом деятель династической Либерально-консервативной партии.
Растущая в парламенте оппозиция привела к отставке Асаньи и 12 сентября 1933 года испанское правительство в первый раз возглавил Алехандро Леррус. Его попытка создать кабинет на основе большой коалиции с участием представителей радикал-социалистов, каталонских регионалистов, Республиканского действия галисийских автономистов и левых радикал-социалистов провалилась. Новым главой Совета министров стал соратник Лерруса Диего Мартинес Баррио, впрочем его кабинет де-факто носил характер технического на время проведения досрочных выборов.

### Триумф радикалов
Выборы 19 ноября 1933 года принесли первое место консерваторам из CEDA, тем самым, ознаменовав начало так называемого «консервативного двухлетия» (1933—1935). Радикальная республиканская партия, выступавшая с лозунгом «Республика, порядок, свобода, социальная справедливость, амнистия» (исп. República, orden, libertad, justicia social, amnistía), вновь заняла второе место, увеличив своё представительство в парламенте до 102 мест. Этот успех дал возможность президенту Испании Нисето Алькале Саморе и Торресу поручить формирование нового правительства Алехандро Леррусу, а не правым монархистам, несмотря на то что они одержали победу на выборах. Начиная с 16 декабря 1933 года и по 14 декабря 1935 года сменилось шесть радикальных кабинетов, четыре из которых возглавлял сам Леррус. Все они были правоцентристскими и имели поддержку Хосе Марии Хиль-Роблеса, лидера Испанской конфедерации независимых правых (CEDA), представители которой дважды включались в состав правительства. Также в кабинеты радикалов входили министры от правых либералов, аграриев, правых галисийских автономистов и радикальных демократов, отколовшихся от партии Лерруса.
Поправение Радикальной партии вызвало недовольство ряда её членов. Так её покинула Клара Кампоамор Родригес, одна из трех первых испанских депутатов-женщин. В апреле 1934 года группа депутатов от РРП из левого крыла во главе с бывшим премьер-министром Диего Мартинесом Баррио (впоследствии президент Испанской республики в изгнании) покинули партию, будучи несогласными с сотрудничеством с правыми. 16 мая они основали Радикально-демократическую партию, которая в сентябре 1934 года объединилась с рядом других республиканских групп для создания либеральной центристской партии Республиканский союз.
Вхождение членов CEDA 4 октября 1934 года в III кабинет Лерруса спровоцировало массовые выступления левых республиканцев, недовольных «консервативным поворотом». Наиболее значимыми стали общеиспанская массовая забастовка, вошедшая в историю как Октябрьская революция 1934 года, забастовка астурийских шахтёров, переросшая в антиправительственное восстание, и события 6 октября 1934 года) (попытка провозглашения Каталонского государства в составе Испанской федеративной республики). Властям в итоге удалось подавить массовые протесты. Был арестован председатель каталонского правительства Льюис Компаньс и Жовер и приостановлено действие Статута об автономии Каталонии. Восстание рабочих в Астурии было подавлено войсками под командованием генерала Франсиско Франко.

### Straperlo и крах партии
Конец «консервативному двухлетию» было положен осенью 1935 года, когда разгорелся «скандал с рулеткой». Выяснилось, что власти разрешили троим голландским предпринимателям Штраусу, Перелю и Лованну (по первым буквам их фамилий, Strauss, Perel и Lowann история и получила второе название — «Скандал Straperlo») открыть казино с рулеткой, несмотря на то что действующие в Испании законы запрещали азартные игры в рулетку. Согласно признаниям Штрауса, в обмен на разрешение он и его деловые партнёры обязались передавать 25 % от прибыли лично Алехандро Леррусу, 10 % его однопартийцу, алькальду Барселоны Жоану Пичу и Пону, и по 5 % Аурелио Леррусу (племянник Алехандро Лерусса), Мигелю Галанте и журналисту Сантьяго Винарделю. Помимо этого, Жоан Пич и Пон взял на себя обязательство выплатить министру внутренних дел Рафаэлю Салазару Алонсо 100 000 песет. В результате, Леруссу пришлось подать в отставку. Был сформирован кабинет во главе с беспартийным Хоакином Чапаприета и Торрегросса, впрочем основу нового правительства по прежнему составляли члены РРП и CEDA.
В ноябре 1935 года, уже после ухода в отставку Лерруса разгорелся ещё один коррупционный скандал, вошедший в историю как «Дело Номбела» (исп. Asunto Nombela). Полковник Антонио Номбела обвинил ряд лидеров радикалов, в первую очередь заместителя премьер-министра Морено Кальво, в мошенничестве при выплате компенсаций Compañía de África Occidental. Этот второй скандал был использован руководителем CEDA Хиль-Роблесом как предлог, чтобы прекратить поддержку коалиционного правительства с радикалами во главе с Чапаприетой, рассчитывая, что президент будет вынужден передать право сформировать новый кабинет правым. Но Алькала Самора отказался отдавать власть партии, которая не провозгласила свою верность Республике, и доверил пост премьер-министра либералу Мануэлю Портеле и Вальядаресу. Новый кабинет тоже оказался правоцентристским и не получил доверия парламента, так что Алькала Самора принял решение о роспуске парламента и назначении досрочный выборов.
16 февраля 1936 года состоялись досрочные выборы. Уверенную победу на них одержала широкая коалиция левых и либералов Народный фронт, завоевав 240 мест из 473. Радикалы Лерусса, так и не сумев оправдаться в глазах избирателей после коррупционных скандалов, смогли получить всего 8 мандатов.
После провала на выборах Радикальная республиканская партия фактически перестала существовать, растеряв влияние и сторонников.

## Результаты на выборах
| Выборы                                       | Мандаты    | Мандаты    | Мандаты | Примечания                                                                              |
| Выборы                                       | Кол-во     | +/-        | %       | Примечания                                                                              |
| -------------------------------------------- | ---------- | ---------- | ------- | --------------------------------------------------------------------------------------- |
| Парламентские выборы 1910                    | 8 из 404   | Первый раз | 1,98    | В составе коалиции Союз республиканцев и социалистов                                    |
| Парламентские выборы 1914                    | 5 из 408   | ▼ 3        | 1,23    | В составе Республиканской коалиции                                                      |
| Парламентские выборы 1916                    | 5 из 409   | ▬          | 1,22    | В составе Республиканской коалиции                                                      |
| Парламентские выборы 1918                    | 2 из 409   | ▼ 3        | 0,49    | В составе общереспубликанской коалиции Левый альянс                                     |
| Парламентские выборы 1919                    | 4 из 409   | ▲ 2        | 0,98    |                                                                                         |
| Парламентские выборы 1920                    | 8 из 409   | ▲ 4        | 1,96    | Из них пятеро члены Радикальной республиканской партии + три независимых республиканца  |
| Парламентские выборы 1923                    | 7 из 409   | ▼ 1        | 1,71    | Из них четверо члены Радикальной республиканской партии + три независимых республиканца |
| Период диктатуры Примо де Риверы (1923—1930) |            |            |         |                                                                                         |
| Парламентские выборы 1931                    | 90 из 470  | ▲ 83       | 19,15   | В составе коалиции Союз республиканцев и социалистов                                    |
| Парламентские выборы 1933                    | 102 из 473 | ▲ 12       | 21,57   | В составе коалиции радикалов и центристов                                               |
| Парламентские выборы 1936                    | 8 из 473   | ▼ 94       | 1,69    |                                                                                         |
| Источник: Historia Electoral                 |            |            |         |                                                                                         |